# Porta Santa

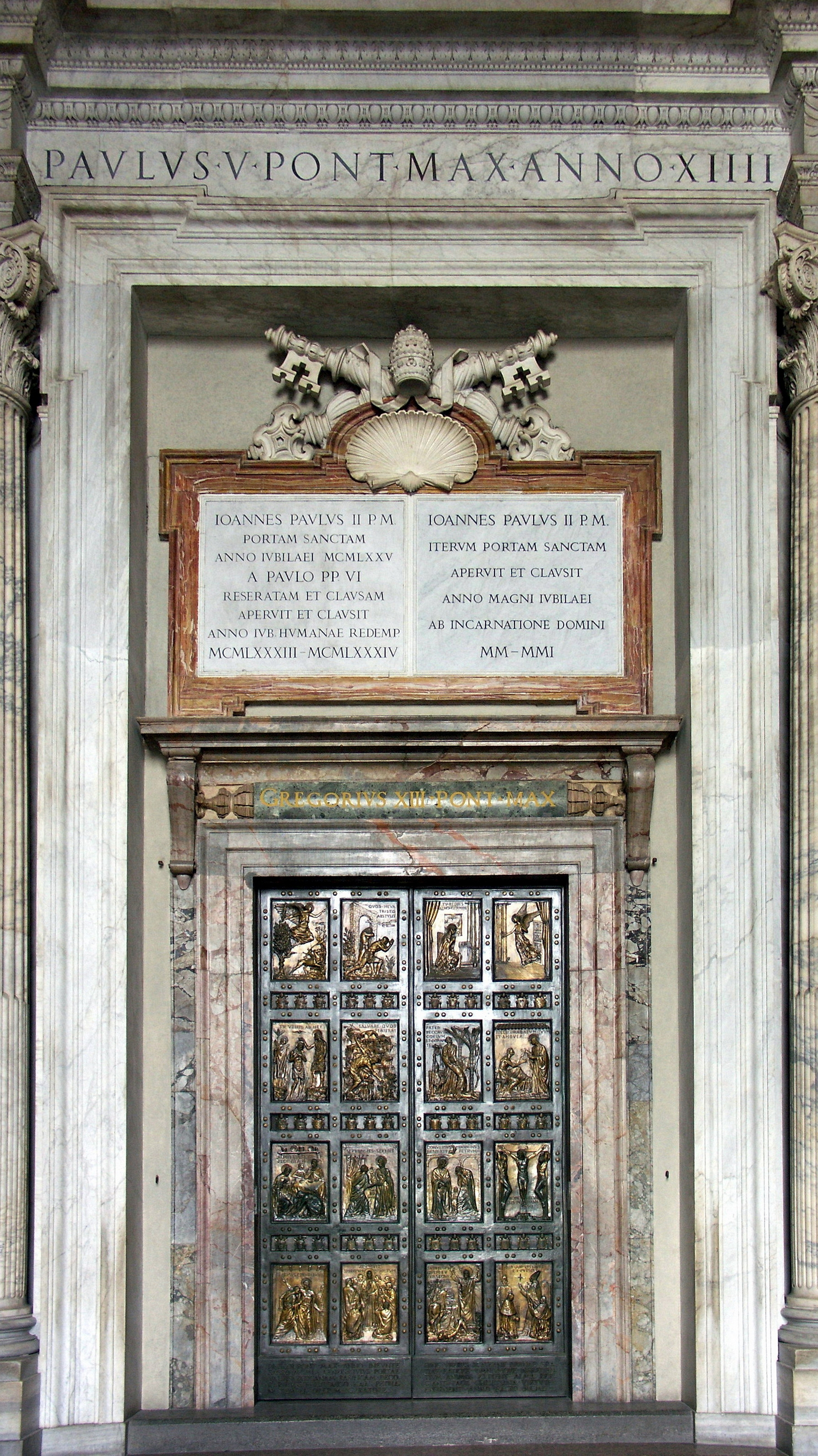
A Porta Santa da Basílica de São Pedro em Roma.

Uma Porta Santa é uma porta aberta pelo Papa para marcar simbolicamente o início de um Ano Santo. Cada uma das basílicas maiores de Roma tem a sua Porta Santa, que é fechada e murada fora deste período especial.
A tradição remonta a 1423, ano em que o Papa Martinho V abriu, pela primeira vez na história, um ano jubilar através de uma Porta Santa na Basílica de São João de Latrão. 
A abertura da Porta Santa da Basílica de São Pedro remonta ao Natal de 1499. Nessa ocasião o Papa Alexandre VI quis que as Portas Santas fossem abertas não apenas em São João de Latrão mas também nas outras basílicas maiores, a de São Pedro, a de Santa Maria Maior e a de São Paulo Extramuros.
Até ao Jubileu do ano 2000 era costume que o Papa abrisse a Porta Santa da Basílica de São Pedro, delegando depois esse poder a um cardeal para a abertura das portas das três outras basílicas. O Papa João Paulo II rompeu esta tradição fazendo ele mesmo a abertura e o fechamento de todas as quatro Portas Santas de Roma: a da Basílica de São Pedro foi a primeira a ser aberta e a última a ser fechada.

## Rituais de abertura e fechamento
De 1500 a 1975, cada Porta Santa era trancada pelo lado de fora com uma parede. Para abrir as portas do portão, era necessário derrubá-la: o Sumo Pontífice, de seguida, usava um martelo para começar o derrube dando três pancadas, que não eram inteiramente simbólicas. O martelo utilizado era originalmente um de pedreiro, e depois tornou-se objeto de arte e de valor (o que foi utilizado em 1525 tinha um punho de ébano). Os operários, de seguida, completariam o trabalho de demolição.
A porta era removida antes da parede de pedra ser derrubada e era substituída logo depois porque era usada para fechar os templos de noite, quando os peregrinos não podiam visitá-los. Inicialmente, eram simples estruturas de madeira sem ornamentos. A última porta de madeira, inaugurado pelo Papa Bento XIV em 1748, foi substituída em 24 de dezembro de 1949 por uma porta de bronze ornamentada, abençoado pelo Papa Pio XII, imediatamente após a abertura. Os penintentes passavam depois panos impregnados com água benta sobre a porta. 
No Jubileu de 2000 o Santo Padre não demoliu o muro, tendo apenas empurrado a Porta Santa, que foi completamente aberta por dois sampietrini (operários do Vaticano).
Quando o Ano Santo termina, o Sumo Pontífice fecha ele mesmo a Porta Santa, sempre ajudado pelos sampietrini. A reconstrução de um novo muro começa com pedras e tijolos previamente abençoados. Estes, e a argamassa usada para selá-los, têm uma devoção especial por parte dos peregrinos.
Antigamente o Papa colocava a primeira pedra com uma espátula em ouro. O seu uso foi relatado a partir de 1525. Pio XII foi o último a usá-la durante a cerimónia de encerramento do Ano Santo de 1950.

## Portas Santas
| Porta Santa                         | Localização            | País      |
| ----------------------------------- | ---------------------- | --------- |
| Basílica de São Pedro               | Cidade do Vaticano     | Vaticano  |
| Arquibasílica de São João de Latrão | Roma                   | Itália    |
| Basílica de Santa Maria Maior       | Roma                   | Itália    |
| Basílica de São Paulo Extramuros    | Roma                   | Itália    |
| Catedral de Santiago de Compostela  | Santiago de Compostela | Espanha   |
| Universidade de Santo Tomás         | Manila                 | Filipinas |
| Santuário de Curé of Ars            | Ars-sur-Formans        | França    |
| Catedral de Notre-Dame              | Quebec                 | Canadá    |
| Basílica de Nossa Senhora Aparecida | Aparecida              | 🇧🇷 Brasil |